# Chrysopera quadrilunata
Chrysopera quadrilunata là một loài bướm đêm trong họ Noctuidae.